# Lista de rodovias estaduais de Minas Gerais

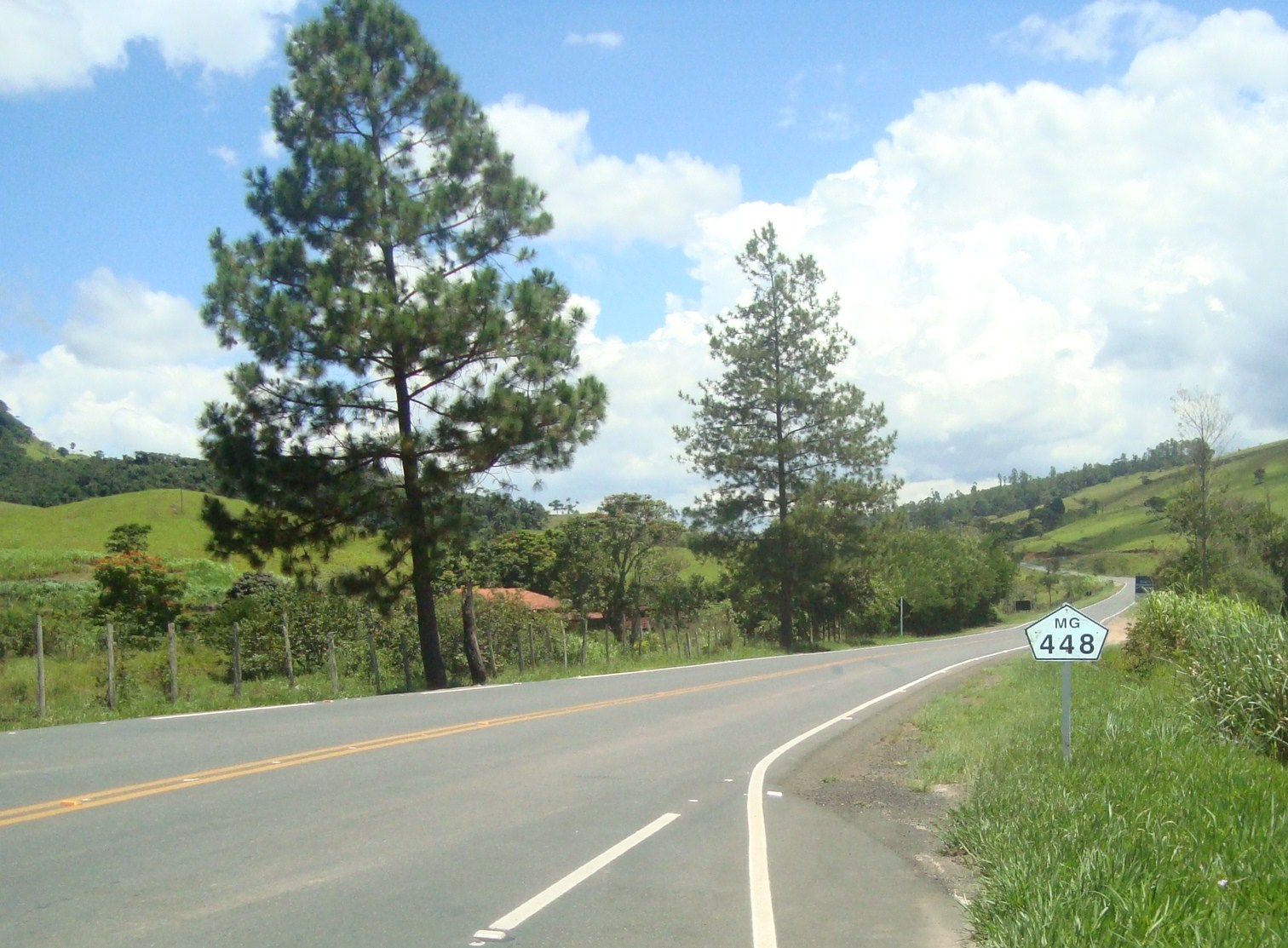
Trecho da rodovia MG-448 no município de Mercês.

As rodovias de Minas Gerais integram o maior sistema rodoviário do Brasil. A extensão da malha rodoviária no estado, incluindo rodovias federais e estaduais, era de 35 562 km em novembro de 2010. Em maio de 2018 a malha rodoviária pavimentada era constituída por 247,5 km de rodovias duplicadas e 9 287,4 km em pista simples. A rodovia estadual situada no maior nível acima do mar é a MG-435, em Caeté, na Serra da Piedade. Ela está a 1716,26 m acima do nível do mar.[carece de fontes?]

## Classificação
As rodovias que integram o sistema são classificadas em seis categorias: federais, federais delegadas, estaduais, estaduais coincidentes, estaduais de acesso e estaduais de ligação.
São denominadas rodovias federais aquelas cuja manutenção e conservação são de responsabilidade do governo federal. As rodovias federais delegadas, por sua vez, são aquelas cuja conservação foi delegada ao governo estadual.
Recebem a denominação de rodovias estaduais aquelas que foram construídas e são conservadas pelo governo estadual. Já as estaduais coincidentes são aquelas construídas e conservadas pelo governo estadual que não constam no plano rodoviário estadual, mas que coincidem com a diretriz de uma rodovia que integra o plano rodoviário federal de 1973. São denominadas rodovias de acesso ou rodovias de ligação aquelas que ligam dois ou mais pontos notáveis, ou rodovias, dentro do estado, mas que não constam no plano rodoviário estadual, nem coincidem com a diretriz de uma rodovia do plano rodoviário federal de 1973.

## Lista de rodovias

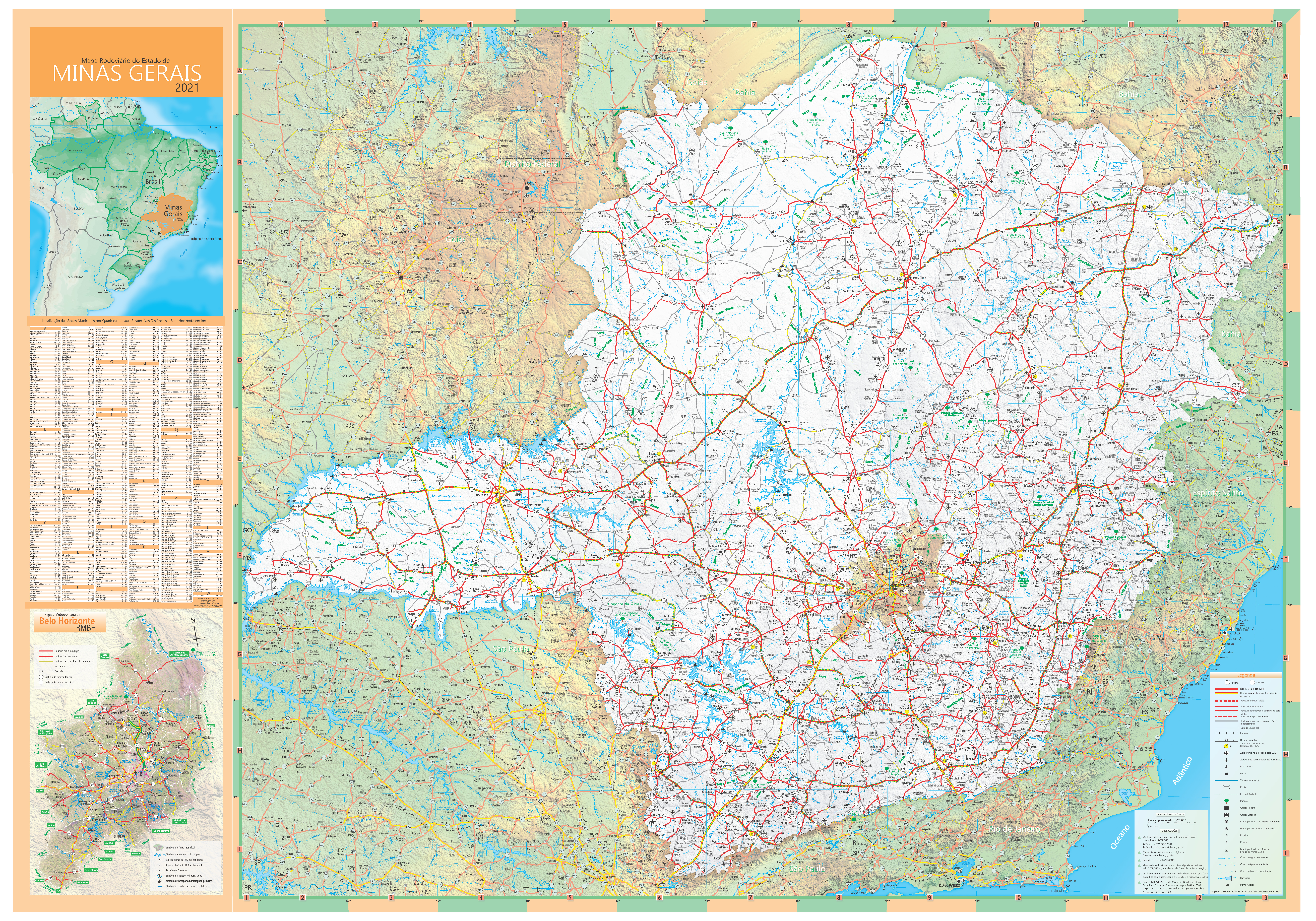
Mapa Rodoviário do Estado de Minas Gerais, contendo todas as estradas federais e estaduais que cortam o estado de Minas Gerais em 3 de outubro de 2019

Há em Minas Gerais seis rodovias radiais, 27 longitudinais, 26 transversais, 18 diagonais e 60 rodovias de ligação:

### Radiais
- MG-010
- MG-020
- MG-030
- MG-040
- MG-050
- MG-060

### Longitudinais (norte-sul)
- MG-105
- MG-108
- MG-111
- MG-114
- MG-117
- MG-120
- MG-123
- MG-124
- MG-126
- MG-129
- MG-132
- MG-133
- MG-135
- MG-155
- MG-158
- MG-161
- MG-164
- MG-167
- MG-170
- MG-173
- MG-176
- MG-179
- MG-181
- MG-184
- MG-187
- MG-188
- MG-190

### Transversais (leste-oeste)
- MG-202
- MG-205
- MG-208
- MG-211
- MG-214
- MG-217
- MG-220
- MG-223
- MG-226
- MG-229
- MG-230
- MG-231
- MG-232
- MG-235
- MG-238
- MG-252
- MG-255
- MG-260
- MG-262
- MG-265
- MG-270
- MG-275
- MG-280
- MG-285
- MG-290
- MG-295

### Diagonais
- MG-305
- MG-307
- MG-308
- MG-311
- MG-314
- MG-317
- MG-320
- MG-323
- MG-326
- MG-329
- MG-332
- MG-335
- MG-338
- MG-341
- MG-344
- MG-347
- MG-350
- MG-353

### Rodovias de ligação
- MG-400
- MG-401
- MG-402
- MG-403
- MG-404
- MG-405
- MG-406
- MG-408
- MG-409
- MG-410
- MG-412
- MG-413
- MG-414
- MG-415
- MG-416
- MG-417
- MG-418
- MG-420
- MG-421
- MG-422
- MG-423
- MG-424
- MG-425
- MG-426
- MG-427
- MG-428
- MG-429
- MG-430
- MG-431
- MG-432
- MG-433
- MG-434
- MG-435
- MG-436
- MG-437
- MG-438
- MG-439
- MG-440
- MG-441
- MG-442
- MG-443
- MG-444
- MG-445
- MG-446
- MG-447
- MG-448
- MG-449
- MG-450
- MG-451
- MG-452
- MG-453
- MG-454
- MG-455
- MG-456
- MG-457
- MG-458
- MG-459
- MG-460
- MG-461
- MG-462